# 格伦·米勒
阿尔顿·格伦·米勒（Alton Glenn Miller，1904年3月1日—1944年12月15日失踪），美国搖擺年代作曲家、長号手、乐队领队。他是美国大樂團与搖擺樂的代表人物，也是1930年代至1940年代美国音乐界最受欢迎的音樂人之一。米勒的知名作品有、和等。在二战期间，米勒被晋升为美国空军少校。1944年，米勒在前往法国为美军提供娱乐时，其乘坐的飞机在飞越英吉利海峡时失踪。1945年2月，他的遗孀为他代领了銅星勳章。2003年，米勒被授予格莱美终身成就奖。